# Schizoprymnus
Schizoprymnus är ett släkte av steklar som beskrevs av Förster 1862. Schizoprymnus ingår i familjen bracksteklar.

## Dottertaxa tillSchizoprymnus, i alfabetisk ordning[1][2]
- Schizoprymnus acataphractus
- Schizoprymnus admirabilis
- Schizoprymnus ambiguus
- Schizoprymnus americanus
- Schizoprymnus angustatus
- Schizoprymnus apicalis
- Schizoprymnus aramus
- Schizoprymnus azerbajdzhanicus
- Schizoprymnus beitun
- Schizoprymnus belairi
- Schizoprymnus bicolor
- Schizoprymnus bidentulus
- Schizoprymnus bimus
- Schizoprymnus borpian
- Schizoprymnus brevicornis
- Schizoprymnus brevipennis
- Schizoprymnus buriaticus
- Schizoprymnus calurus
- Schizoprymnus calvus
- Schizoprymnus cataphractus
- Schizoprymnus cavernus
- Schizoprymnus chiu
- Schizoprymnus chouwen
- Schizoprymnus chunji
- Schizoprymnus commotus
- Schizoprymnus compactus
- Schizoprymnus coniculus
- Schizoprymnus consobrinus
- Schizoprymnus corniculiger
- Schizoprymnus crassiceps
- Schizoprymnus crustus
- Schizoprymnus curvatus
- Schizoprymnus cylindricus
- Schizoprymnus dadianshanicus
- Schizoprymnus dauricus
- Schizoprymnus deres
- Schizoprymnus distinctus
- Schizoprymnus distorquatus
- Schizoprymnus doryphorus
- Schizoprymnus edentulus
- Schizoprymnus elongatus
- Schizoprymnus eminens
- Schizoprymnus erythrocephalus
- Schizoprymnus erzurumus
- Schizoprymnus eurygaster
- Schizoprymnus excisus
- Schizoprymnus fessus
- Schizoprymnus fumatus
- Schizoprymnus granatus
- Schizoprymnus grandis
- Schizoprymnus gregori
- Schizoprymnus grodekovi
- Schizoprymnus hilaris
- Schizoprymnus hui
- Schizoprymnus imitatus
- Schizoprymnus irrepertus
- Schizoprymnus ketiao
- Schizoprymnus kueichia
- Schizoprymnus lienhuachihensis
- Schizoprymnus lissostrigus
- Schizoprymnus loi
- Schizoprymnus longiseta
- Schizoprymnus luteipalpis
- Schizoprymnus maai
- Schizoprymnus mesocaudus
- Schizoprymnus monticola
- Schizoprymnus nanus
- Schizoprymnus nigripes
- Schizoprymnus obscurus
- Schizoprymnus oncogena
- Schizoprymnus opacus
- Schizoprymnus ovatus
- Schizoprymnus ozlemae
- Schizoprymnus pallidipennis
- Schizoprymnus palpator
- Schizoprymnus parvus
- Schizoprymnus peishula
- Schizoprymnus phillipsi
- Schizoprymnus phyrtattus
- Schizoprymnus plenus
- Schizoprymnus politus
- Schizoprymnus protuberans
- Schizoprymnus puellaris
- Schizoprymnus pullatus
- Schizoprymnus quadridens
- Schizoprymnus quadridentatus
- Schizoprymnus querculus
- Schizoprymnus rasus
- Schizoprymnus reflexus
- Schizoprymnus remotus
- Schizoprymnus rimosus
- Schizoprymnus robustus
- Schizoprymnus rubens
- Schizoprymnus rufiscapus
- Schizoprymnus sculpturatus
- Schizoprymnus sedlacekorum
- Schizoprymnus shan
- Schizoprymnus spinosus
- Schizoprymnus stenopygus
- Schizoprymnus subangustatus
- Schizoprymnus subrimosus
- Schizoprymnus subutus
- Schizoprymnus szelenyii
- Schizoprymnus tantalus
- Schizoprymnus telengai
- Schizoprymnus temporalis
- Schizoprymnus terebralis
- Schizoprymnus testudinatus
- Schizoprymnus texanus
- Schizoprymnus torreador
- Schizoprymnus torreadoroides
- Schizoprymnus tortilis
- Schizoprymnus tridentatus
- Schizoprymnus tshitaensis
- Schizoprymnus tsymbalorum
- Schizoprymnus tuberosus
- Schizoprymnus tungpuensis
- Schizoprymnus ungularis
- Schizoprymnus urticus
- Schizoprymnus ussuricus
- Schizoprymnus vissas
- Schizoprymnus vuptus